# Natalia Androsova
Princesa Natalia Alexandrovna Romanovskaya-Iskander (en ruso: княгиня Наталья Александровна Романовская-Искандер, romanizado: knyaginya, Natalya Aleksandrovna Romanovskaya-Iskander; 2 de febrero de 1917 - 25 de julio de 1999), o simplemente Princesa Iskander, fue el último de los dos miembros de la línea masculina de la Dinastía Románov que permaneció con vida en la Unión Soviética después de la Revolución y sus secuelas. La princesa era una motociclista vertical profesional y agente secreta de la Lubianka.

## Primeros años de vida
Como hija del príncipe Romanovsky-Iskander, né Alexander Nikolaevich Románov, y su primera esposa, Olga Iosifovna Rogowska (nacida en 1893; desaparecida en la URSS; fallecida en 1962, hija de Iosif Rogowski) Romanovskaya-Iskander era nieta del Gran Duque Nicolás Constantinovich, el nieto caído en desgracia del zar Nicolás I; por lo tanto, era una tataranieta patrilineal de Nicolás I. Su fecha de nacimiento es discutida, y se ha informado como el 10 de febrero de 1916, el 3 de febrero de 1917 o el 17 de febrero de 1910.
El hijo del gran duque Constantino Nicolás Constantinovich, fue exiliado a Asia Central en desgracia por robar los diamantes de su madre. El gran duque Nicolás estableció un palacio en Taskent y vivió con gran estilo, donde engendró un hijo, a quien el zar Alejandro III concedió el título de príncipe Iskander (Iskander era la forma árabe de Alejandro).
El Príncipe Iskander, Alexander Nikolaievich (15 de noviembre de 1887 N.S. - 26 de enero de 1957), recibió el rango de Noble del Imperio Ruso por el Imperio Imperial Ukase 1889 y el de Noble Hereditario en 1899, y el título de Príncipe Romanovsky-Iskander con la calificación de Alteza Serenísima por el Gran Duque Cyril Vladimirovich de Rusia en 1925. Alejandro tuvo hijos, entre ellos Natalia, con su primera esposa, y el príncipe Cirilo actuó como su abuelo en ausencia.
Natalia Androsova nació en Taskent, miembro de la rama Constantinovichi de la Familia Imperial Rusa. Tenía un hermano mayor, el príncipe Kirill Romanovsky-Iskander (1914-1992). Sus padres, que habían estado casados desde el 5 de mayo de 1912, se separaron y en 1924 Natalia y su hermano se trasladaron con su madre a Moscú (primero se trasladó a la calle Plyushchikha, más tarde a Old Arbat), donde Olga se casó en segundas nupcias con Nicolás Androsov. El padrastro de Natalia la adoptó a ella y a su hermano, por lo que la princesa Iskander pasó a llamarse Natalia Nikolaievna Androsova (en ruso: Наталья Николаевна Андросова). Su padre se casó en segundas nupcias con Natalia Hanykova (nacida en San Petersburgo; 30/20 de diciembre de 1893; fallecida en Niza el 20 de abril de 1982), hija del general de división 1/20. Constantin Nikolaievich Hanykov y su esposa Natalia Efimovna Markova, el 11 de octubre de 1930 en París.
Después de la Revolución Rusa, Natalia y su hermano Kirill fueron los dos únicos descendientes de Románov en la línea masculina en la URSS; el resto huyó o fue asesinado. Vivieron toda su vida en la URSS. Estuvo casada con Nikolai Vladimirovich Dostal, director de cine soviético (1909-1959). No tuvo hijos, pero adoptó a dos hijos de su difunto esposo, Vladimir (n. 1942, productor de cine) y Nikolai (1946-2023, director de cine).
La novela biográfica La noche blanca de San Petersburgo (2004) fue escrita por su primo segundo, el príncipe Miguel de Grecia y Dinamarca, sobre su abuelo, el gran duque Nicolás Constantínovich de Rusia, y se basó en los recuerdos de Natalia sobre él. Fue amiga de Aleksandr Gálich, Yuri Nikulin, Yuri Nagibin y Alexander Vertinsky. La princesa Natalia también es conocida por su valiente personalidad. Era motociclista en el circo de motociclistas. Además, en tiempos de guerra fue conductora en el ejército.

## Revolución rusa y guerra civil
Cuando la revolución progresó, la familia Iskander decidió que era más seguro en Asia Central y se unió al viejo gran duque en Taskent; el lugar donde había transcurrido la primera infancia de Natalia. Natalia tenía apenas un año cuando su abuelo fue asesinado por los revolucionarios locales, el primer gran duque en morir en el Terror Rojo. La familia nunca discutió las circunstancias de su muerte, y ahora nadie sabe exactamente qué sucedió. Su padre y su tío Artemi abandonaron su hogar para unirse a los blancos, y durante un tiempo los dos príncipes Iskander se perdieron en los estragos de la guerra civil. El príncipe Alejandro fue reportado como desaparecido en acción. Mientras tanto, los revolucionarios obligaron a Natalia, a su hermano Kirill y a su madre Olga a abandonar el palacio gran ducal, pero no los perseguían.

## Vida adulta
A la familia le ayudó el hecho de que se llamara Iskander, no Romanov, pero aún más la preocupación de los revolucionarios por su propia supervivencia en una amarga guerra civil. Después de la guerra, el palacio se convirtió en museo y la pequeña Natalia lo visitaba, consciente de que había sido su hogar y de que todos sus tesoros -armaduras, esculturas, pinturas- habían pertenecido a su familia. El espléndido jardín de rosas, protegido por sus altos muros del polvo asiático y los duros vientos del desierto, continuó floreciendo. Y en el sótano aún vivían algunos perros de caza. Su amo se había ido, pero esperaban su regreso. La paz significaba que los bolcheviques tendrían la oportunidad de interesarse por la familia Iskander, notable por la memoria del gran duque. Nicolás Constantinovich había gastado sus propios fondos personales en la construcción de canales para irrigar los cultivos esenciales para sostener la vida del pueblo. Pero la madre de Natalia sabía que no podía esperar gratitud de los bolcheviques y decidió que llevaría a su familia a Moscú.
Dando por perdido a su marido, se casó y cambió el nombre de sus hijos inmediatamente por el de su nuevo marido. Así, Natalia dejó a Iskander por Androsova. Moscú ofrecía nuevos puestos de trabajo y también seguridad en el anonimato de la vida de la gran ciudad. Antiguos oficiales zaristas, burócratas, profesores y comerciantes esperaban encontrar privacidad y seguridad en la bulliciosa nueva capital del régimen soviético. Los nuevos Andrósov encontraron un apartamento espacioso, pero un vecino, que al parecer quería el lugar y se enteró de quiénes eran realmente, amenazó con denunciarlos a la policía secreta.
La familia huyó al distrito de Arbat, en el centro de la ciudad, cerca del Kremlin, y a la miseria de un pequeño apartamento en el sótano. Debido a que no eran ni campesinos ni obreros, el Estado les dio el estatus de lishentzy, personas consideradas socialmente extranjeras, que no tenían derecho a votar y, por lo tanto, no podían conseguir buenos empleos. Aun así, sobrevivieron. Natalia había crecido para ser deslumbrante en apariencia y gallardo en modales. Alta y esbelta, con rasgos finamente cincelados (y también muy Romanov), tenía radiantes ojos azules, larga cabellera rubia y una sonrisa cautivadora. Su madre, a pesar de cambiarse el nombre, nunca trató de ocultarle el pasado a Natalia. Todas las fotografías familiares estaban en un estante en el destartalado apartamento de Andrósov: el gran duque Nicolás Constantinovich, su hermano K.R. y el padre de Natalia, el príncipe Alejandro Iskander.
Natalia les contaba con orgullo a sus amigos cercanos sus verdaderos orígenes. Todos quedaron asombrados; uno de los amigos dijo con disgusto: "Guarda esas fotos; ¡Es indecente conservarlos!" Pero los Andrósov fueron audaces. Los amigos que regresaban del exilio en Siberia, parias políticos, siempre supieron que podían pasar algunas noches con los Andrósov. Natalia tal vez heredó algo de la propensión a la aventura de su abuelo. No ocultó que era una Romanov.

## Motociclista
Eligió una carrera salvaje, la de motociclista profesional. Se unió al famoso club deportivo Dinamo y se convirtió en una destacada corredora de motos. Luego llegaron los problemas. Corría el año 1939; Rusia estaba experimentando el Gran Terror de Iósif Stalin, cuando millones de personas fueron llevadas para morir, a menudo inexplicablemente. Natalia tenía veintidós años. Un joven mecánico del Dynamo se acercó a cortejarla. Cuando ella se jactó de su linaje imperial, trató de chantajearla para que se acostara con él. Cuando ella se negó, él la amenazó con denunciarla a la Lubianka. Casada y madre de un hijo, Natalia le dio una fuerte bofetada en la cara. Era muy alto y musculoso, pero "yo era una mujer muy fuerte", dijo con orgullo. Aun así, entró en pánico y quemó todos los papeles de su familia. Cambió de club deportivo y se fue a otro famoso, el Spartak. Pero al cabo de varias semanas la Lubianka la convocó. La gente de la policía secreta fue explícita. Solo tenía dos opciones, dijeron. O se convertía en agente secreta, o la fusilarían.

## Agente
Bajo el nombre en clave de Lola, Natalia comenzó a trabajar para la policía secreta de Stalin. Su supervisor de la Lubianka acudía regularmente al Arbat, donde se reunían, no en su apartamento, sino en la sombra de un arco exterior. Años más tarde, Natalia se enteró de que su expediente en la Lubianka la describía en los términos más halagadores. Era joven, inteligente y atractiva. Tenía, en resumen, todas las cualidades de un excelente agente, excepto una: no quería el trabajo. Sus amigos no sabían nada de su afiliación a la Lubianka. Pero sabía cuál de ellos sería arrestado y cuándo.
 
A mucha gente le gustaron los modales de Natalia; Se vestía con chaquetas y leggings de hombre. Fumaba. Estaba orgullosa de sus antepasados, especialmente de su abuelo gran ducado. Le gustaba susurrar a los invitados que era una Romanov, descendiente de zares. Pronto se la conoció como la Reina del Arbat, un distrito que estaba adquiriendo algo del carácter del Greenwich Village de Nueva York. Los visitantes encontraron en la suya un cálido hogar en una metrópolis fría y gris. Se embarcó en una extraordinaria carrera como motociclista vertical en Gorky Park. Empujó la máquina contra una pared. El secreto del éxito, dijo, era sentir el vehículo y mirar solo hacia adelante, nunca a las ruedas. Entonces estalló la guerra.

## Segunda Guerra Mundial
En 1941 la Alemania nazi invadió Rusia. En el otoño de ese año, cuando el enemigo estuvo muy cerca de capturar Moscú y el gobierno soviético huyó, Natalia se quedó en la ciudad. Estaba a cargo de la brigada de bomberos de su vecindario, alerta por las bombas incendiarias lanzadas por aviones alemanes. Cuando estas bombas golpearon el suelo, explotaron y dispararon un mar de llamas. Había que captar el momento del impacto y tirar arena sobre la bomba para asfixiarla antes de la explosión. La impaciente Natalia a menudo agarraba la bomba silbante y la arrojaba a la arena. A veces, los cuerpos candentes de las bombas se enterraban profundamente en el asfalto, incendiándolo incluso y, por la noche, estallaban explosiones e incendios por todas partes, con la gente gritando y los caballos relinchando de terror.
Natalia también se unió a una milicia paramilitar como mensajera motociclista. Cuando llegó a su barrio de Arbat vestida exóticamente con una chaqueta de terciopelo marrón, botas militares y calzones, algún transeúnte, poco acostumbrado a tan extravagantes vestimentas, la detuvo como "saboteadora alemana". Natalia tomó otro trabajo, conduciendo un camión, entregando pan a las tropas en el frente y limpiando la nieve de las calles del centro después. Descubrió que tenía talento para los asuntos mecánicos y que podía mantener su camión en buen estado. Ya en el verano de 1942, Stalin, sintiéndose más seguro sobre el curso de la guerra, decidió que era hora de animar a su pueblo. Ordenó más actuaciones en Moscú, incluyendo teatro, conciertos, ópera y circo.

## Después de la guerra
Natalia retomó su carrera anterior como motociclista vertical. En el verano de 1953, justo después de la muerte de Stalin, le dieron una nueva misión, prometiéndole que sería la última. Su carrera como motociclista se disparó. Estaba en la cima de su profesión y recorrió la URSS. Utilizó las mejores motocicletas del mundo, como Harley-Davidson e Indian Scout. Pero su actuación, llamada "Vuelo sin miedo" por la gente que la rodeaba, siempre fue peligrosa. A veces pasaba un mes en el hospital cuidando huesos rotos.
Natalia se hizo amiga de los principales bohemios moscovitas de la época, y le dedicaron sus poemas y cuentos. En julio de 1964, con derecho a una pensión, se jubiló. Pero cuando dejó de actuar, el mundo comenzó a olvidarse de ella y su vida tomó una dimensión menor. A finales de 1998, en su minúsculo estudio, el último Romanov de Rusia y el único ruso entre los Romanov, vivía con su cachorro de perro que encontró moribundo en la calle. El perro sufría de neumonía y había sido golpeado severamente. Lo recogió, recordando los aullidos lúgubres de los perros de su abuelo cuando el gran duque se había ido. Llamó al perro "Malysh" (bebé) y Malysh ha crecido como un mestizo saludable de color jengibre, amigable con los visitantes, apasionadamente apegado a Natalia. Con sus muletas, ella misma sacaba al perro a pasear, incluso en invierno, cuando las aceras estaban congeladas. A lo largo de este trimestre, su hija y sus hijastros la cuidaron. Poseía poco del gran tesoro de los Romanov, solo las cucharas de plata con cresta de su abuelo, una copa de plata hecha para la coronación de la emperatriz Isabel en 1742, una pequeña caja decorativa, una cruz y un pequeño icono con bisagras. Cualquier otra cosa de valor que heredó, tuvo que venderla en tiempos difíciles. Pero los objetos materiales no le parecían de gran importancia. En 1999 murió de vejez a la edad de 82 años.

## Descendencia
- Princesa Natalia Alexandrovna Iskander
  - Aleksandr Nikoláievich Romanov (1887-1957)
    - Nicolás Constantínovich de Rusia
      - Constantino Nicoláyevich de Rusia
        - Nicolás I de Rusia
        - Carlota de Prusia

      - Alejandra de Sajonia-Altenburgo
        - José de Sajonia-Altemburgo
        - Amelia de Wurtemberg

    - Nadejda Alexandrovna von Dreyer (1861-1929)
      - Aleksandr Gustavovich von Dreyer
        - Gustav von Dreyer

      - Sofía Ivánovna Opanovska
        - Iván Opanovskoy

  - Olga Iosifovna Rogovskaya/Rogowska (1893-1962)
    - Iosif (José) Rogowski